# Ordinariato militare in Slovacchia
L'ordinariato militare in Slovacchia è un ordinariato militare della Chiesa cattolica per la Slovacchia. La sede è vacante, in attesa che il vescovo eletto Pavol Šajgalik, O.F.M.Cap., ne prenda possesso.

## Territorio
Sede dell'ordinariato è la città di Bratislava, dove si trova la cattedrale di San Sebastiano.

## Storia
L'ordinariato militare è stato eretto il 20 gennaio 2003 con la bolla Spiritalem progressionem di papa Giovanni Paolo II in seguito al Concordato tra la Slovacchia e la Santa Sede e di fatto è entrato in esercizio il 1º marzo dello stesso anno.
Il 14 febbraio 2005 la Congregazione per il culto divino e la disciplina dei sacramenti ha confermato San Sebastiano patrono principale dell'ordinariato.
Fino al 2009 fungeva da cattedrale la chiesa dei Trinitari, in quello stesso anno è stata consacrata la nuova cattedrale di San Sebastiano.

## Cronotassi dei vescovi
Si omettono i periodi di sede vacante non superiori ai 2 anni o non storicamente accertati.
- František Rábek (20 gennaio 2003 - 27 maggio 2025 ritirato)
- Pavol Šajgalik, O.F.M.Cap., dal 27 maggio 2025

## Statistiche
| \| anno \| presbiteri \| presbiteri \| presbiteri \| diaconi \| religiosi \| religiosi \| parrocchie \| \| anno \| totale \| secolari \| regolari \| diaconi \| uomini \| donne \| parrocchie \| \| ---- \| ---------- \| ---------- \| ---------- \| ------- \| --------- \| --------- \| ---------- \| \| 2003 \| 25 \| 25 \| \| \| \| \| 3 \| \| 2004 \| 21 \| 21 \| \| \| \| \| 3 \| \| 2012 \| 55 \| 48 \| 7 \| 1 \| 7 \| \| 55 \| \| 2013 \| 55 \| 46 \| 9 \| 1 \| 9 \| \| 55 \| \| 2016 \| 57 \| 49 \| 8 \| 1 \| 8 \| \| 57 \| \| 2019 \| 65 \| 56 \| 9 \| 2 \| 9 \| \| 43 \| \| 2021 \| 77 \| 66 \| 11 \| 6 \| 11 \| 2 \| 43 \| \| 2023 \| 80 \| 69 \| 11 \| 6 \| 11 \| 2 \| 43 \| 1. - (LA) Bolla Spiritalem progressionem, su vatican.va. - Wikimedia Commons contiene immagini o altri file su Ordinariato militare in Slovacchia - Annuario pontificio del 2024 e precedenti, in (EN) David Cheney, Ordinariato militare in Slovacchia, su Catholic-Hierarchy.org. - (SK) Sito ufficiale dell'ordinariato - (EN) Ordinariato militare in Slovacchia, su GCatholic.org. |            |            |            |         |           |           |            |
| anno | presbiteri | presbiteri | presbiteri | diaconi | religiosi | religiosi | parrocchie |
| anno | totale     | secolari   | regolari   | diaconi | uomini    | donne     | parrocchie |
| 2003 | 25         | 25         |            |         |           |           | 3          |
| 2004 | 21         | 21         |            |         |           |           | 3          |
| 2012 | 55         | 48         | 7          | 1       | 7         |           | 55         |
| 2013 | 55         | 46         | 9          | 1       | 9         |           | 55         |
| 2016 | 57         | 49         | 8          | 1       | 8         |           | 57         |
| 2019 | 65         | 56         | 9          | 2       | 9         |           | 43         |
| 2021 | 77         | 66         | 11         | 6       | 11        | 2         | 43         |
| 2023 | 80         | 69         | 11         | 6       | 11        | 2         | 43         |